# Terry Denton
Terry Denton (* 26. července 1950) je australský ilustrátor a autor. Je ženatý a má tři děti. Je druhým nejmladším z pěti chlapců a narodil se a vyrostl v Melbourne, Victoria. Nyní žije v Morningtonu ve státě Victoria.
Denton napsal a ilustroval více než 30 vlastních knih a ilustroval řadu dalších pro mnoho významných australských autorů.
Spolu s Andy Griffithsem byl významným zastáncem klimatických stávek v září 2019